# احمد بیات ماکو
میرزا احمد خان افخم‌السلطنه بیات از خوانین و ملاکان آذربایجان و نماینده ماکو، خوی و سلماس در دوره هجدهم مجلس شورای ملی بود.
احمد خان از خاندان قدرتمند بیات ماکو و مالک سه دانگ از روستای بسطام در شهرستان چایپاره در آذربایجان غربی بود. ساختمان تاریخی بانک ملی ماکو در خیابان سعدی این شهر که در وسط حیاط بزرگی به مساحت حدود ۵۲ هزار متر مربع ساخته شده، متعلق به احمد خان و مدتها محل زندگی او و خانواده‌اش بوده‌است. این بنا در سال ۱۲۷۶ خورشیدی ساخته شد، مدتی بیمارستان ارتش بود. در دوران جنگ جهانی دوم کنسولگری شوروی شد و در زمان نخست‌وزیری قوام‌السلطنه به ساختمان بانک ملی تغییر کاربری یافت.
احمد خان در انتخابات هجدهمین دوره مجلس شورای ملی که در دهم و یازدهم دی ۱۳۳۲ برگزار شد، همراه با نورالدین امامی به نمایندگی ماکو، خوی و سلماس برگزیده شد.